# 反対称テンソル
数学および理論物理学において、テンソルが添字の対に関して反対称 (antisymmetric) もしくは歪対称 (skew-symmertic) であるとは、それら添字の入れ替えに関して符号が反転することを言う。また、交代的 (alternating) であるとは、それらを等しいと置いたとき零になることを言う。係数体の標数が 2 でないときこれら二つの概念は一致する（多重線型写像の項も参照）。
- 反対称: T…i…j… = −T…j…i…
- 交代: ik = ij ⇒ T…ik…ij… = 0

もう少し一般に、添字集合の部分集合 J に関して反対称（resp. 交代的）とは、J の任意の二元に関して反対称（resp. 交代的）となるときに言う。添字については、一般に共変添字 (covariant) も反変添字 (contravariant) も考えるものとする。例えば最初の三文字に関して反対称なテンソルとは
{\displaystyle T_{ijk\dots }=-T_{jik\dots }=T_{jki\dots }=-T_{kji\dots }=T_{kij\dots }=-T_{ikj\dots }}
を満足するものである。
任意の添字の対の入れ替えに関して符号を反転するテンソルは完全反対称 (completely antisymmetric)（もしくは全反対称 (totally antisymmetric)）あるいは単に反対称テンソル（はんたいしょうテンソル、英: antisymmetric tensor）と言う。同様に任意の添え字の対に関して交代的なテンソルを交代テンソル（こうたいテンソル、英: alternating tensor）という。p-次の完全反対称（あるいは交代）共変テンソルは p-形式、完全反対称（あるいは交代）反変テンソルは p-ベクトルと呼ばれる。

## 例
反対称テンソルの例には以下のようなものが挙げられる:
- 電磁気学における電磁テンソル Fμν.
- 擬リーマン多様体上のリーマン体積形式（英語版）.

## 定義
ベクトル空間 V に対し、その k-次テンソル冪 V⊗k を考える。k-次（または k-階）テンソル T ∈ V⊗k が（完全）反対称であるとは
{\displaystyle \tau _{\sigma }T=\operatorname {sgn}(\sigma )T\quad (\forall \sigma \in {\mathfrak {S}}_{k})}
を満たすことをいう。ここで τσ は記号 {1, 2, …, k} の置換 σ ∈ 𝔖k に付随するテンソルの組み紐写像、sgn(σ) は σ の符号である。
V の基底 {ei} を取り、k-次反対称テンソル T を適当な係数を用いて
{\displaystyle T=\sum _{i_{1},\dots ,i_{k}=1}^{N}T_{i_{1}i_{2}\dots i_{k}}e^{i_{1}}\otimes e^{i_{2}}\otimes \cdots \otimes e^{i_{k}}}
の形に書けば、この基底に関する T の成分 Ti1i2…ik はその添字の任意の互換 に関して符号を変える、すなわち
{\displaystyle T_{i_{\sigma 1}i_{\sigma 2}\dots i_{\sigma k}}=\operatorname {sgn}(\sigma )T_{i_{1}i_{2}\dots i_{k}}}
が任意の置換 σ について満足される。
V 上の k-次反対称テンソル全体の成す空間は、しばしば Ak(V) や Altk(V) で表される。Ak(V) はそれ自身ベクトル空間を成し、また V が N-次元ならば Altk(V) の次元は二項係数を用いて
{\displaystyle \dim \operatorname {Alt} ^{k}(V)={N \choose k}}
で与えられる。反対称テンソル空間 Alt(V) は k = 0, 1 ,2, … に対する Altk(V) の直和
{\displaystyle \operatorname {Alt} (V)=\bigoplus _{k=0}^{\infty }\operatorname {Alt} ^{k}(V)}
として構成される。

## テンソルの反対称成分
V は標数 0 の体上のベクトル空間とする。T ∈ V⊗k を k-次テンソルとすれば、T の反対称成分（交代成分）
は、符号付き平均化（反対称化、交代化）
{\displaystyle \operatorname {Alt} T={\frac {1}{k!}}\sum _{\sigma \in {\mathfrak {S}}_{k}}\operatorname {sgn}(\sigma )\tau _{\sigma }T}
によって与えられる反対称テンソルである。和は k-次対称群の全体を亙ってとる。明らかに、T ∈ V⊗k が反対称テンソルであるための必要十分条件は Alt(T) = T を満たすことである。
基底をとって考えれば、和の規約を用いて
{\displaystyle T=T_{i_{1}i_{2}\dots i_{k}}e^{i_{1}}\otimes e^{i_{2}}\otimes \cdots \otimes e^{i_{k}}}
と書くとき、T の反対称成分は
{\displaystyle \operatorname {Alt} T={\frac {1}{k!}}\sum _{\sigma \in {\mathfrak {S}}_{k}}\operatorname {sgn}(\sigma )T_{i_{\sigma 1}i_{\sigma 2}\dots i_{\sigma k}}e^{i_{1}}\otimes e^{i_{2}}\otimes \cdots \otimes e^{i_{k}}}
と書ける。右辺に現れるテンソル成分は、しばしば対称化する添字を角括弧で括って
{\displaystyle T_{[i_{1}i_{2}\dots i_{k}]}={\frac {1}{k!}}\sum _{\sigma \in {\mathfrak {S}}_{k}}\operatorname {sgn}(\sigma )T_{i_{\sigma 1}i_{\sigma 2}\dots i_{\sigma k}}}
とも書かれる。例えば、V の次元は任意として、二階共変テンソル M に対し
{\displaystyle M_{[ab]}={\frac {1}{2!}}(M_{ab}-M_{ba})}
であり、また三階共変テンソル T に対して
{\displaystyle T_{[abc]}={\frac {1}{3!}}(T_{abc}-T_{acb}+T_{bca}-T_{bac}+T_{cab}-T_{cba})}
と書ける。これはまた適当な階数の一般化されたクロネッカーのデルタ
を用いて、
{\displaystyle M_{[ab]}={\frac {1}{2!}}\,\delta _{ab}^{cd}M_{cd},}
{\displaystyle T_{[abc]}={\frac {1}{3!}}\,\delta _{abc}^{def}T_{def}}
と書くことができる。これは一般に、p-次テンソル S に対して
{\displaystyle S_{[a_{1}\dots a_{p}]}={\frac {1}{p!}}\delta _{a_{1}\dots a_{p}}^{b_{1}\dots b_{p}}S_{b_{1}\dots b_{p}}}
の形にまとめることができる。

## 交代テンソル積
単純テンソル T をテンソル積
{\displaystyle T=v_{1}\otimes v_{2}\otimes \cdots \otimes v_{r}}
として書くとき、T の交代成分はその因子ベクトルの交代積（楔積）あるいは外積
{\displaystyle v_{1}\wedge v_{2}\wedge \cdots \wedge v_{r}:={\frac {1}{r!}}\sum _{\sigma \in {\mathfrak {S}}_{r}}\operatorname {sgn}(\sigma )v_{\sigma 1}\otimes v_{\sigma 2}\otimes \cdots \otimes v_{\sigma r}}
と呼ばれる。一般に、交代テンソル空間 Alt(V) に反対称かつ結合的な積 "∧" を入れて多元環にすることができる。二つのテンソル T1 ∈ Altk1(V), T2 ∈ Altk2(V) が与えられたとき、交代化作用素を用いて
{\displaystyle T_{1}\wedge T_{2}=\operatorname {Alt} (T_{1}\otimes T_{2})\quad \left(\in \operatorname {Alt} ^{k_{1}+k_{2}}(V)\right)}
と定義すれば、これが実際に反対称かつ結合的であることが確かめられる。

## 対称テンソルとの関係
添字 i, j に関して反対称なテンソル A と、同じ添字に関して対称なテンソル B との縮約は恒等的に 0 に等しい。
一般のテンソル U に対して、その成分を Uijk… とするとき、添字 i, j に関する対称成分および反対称成分
{\displaystyle {\begin{aligned}U_{(ij)k\dots }&={\tfrac {1}{2}}(U_{ijk\dots }+U_{jik\dots }),\\U_{[ij]k\dots }&={\tfrac {1}{2}}(U_{ijk\dots }-U_{jik\dots })\end{aligned}}}
に関して、（「成分」の名の示唆する通り）テンソル U は
{\displaystyle U_{ijk\dots }=U_{(ij)k\dots }+U_{[ij]k\dots }}
なる和に分解される。

## 引用文献
1. ↑  K.F. Riley, M.P. Hobson, S.J. Bence (2010). Mathematical methods for physics and engineering. Cambridge University Press. ISBN 978-0-521-86153-3
2. ↑  Juan Ramón Ruíz-Tolosa, Enrique Castillo (2005). From Vectors to Tensors. Springer. p. 225. ISBN 978-3-540-22887-5 section §7.
3. ↑  横沼, p. 52, 定義 2.2
4. ↑  横沼, 命題2.7
5. ↑  横沼, p. 54
6. ↑  横沼, §3.1

## 注
1. ↑  矢野健太郎「幾何学部門報告」『数学』第23巻第2号、日本数学会、1971年、103, 左上、CRID 1390001205067286016、doi:10.11429/sugaku1947.23.101、ISSN 0039470X。に「リッチ計算法」と書かれているためこの訳を採用